# Moustey
Moustey ist eine französische Gemeinde mit 755 Einwohnern (Stand 1. Januar 2022) im Département Landes in der Region Nouvelle-Aquitaine (vor 2016: Aquitanien). Sie gehört zum Arrondissement Mont-de-Marsan und zum Kanton Grands Lacs.
Der Name in der gascognischen Sprache lautet Mosteir(s). Er geht vermutlich auf den Namen eines Anwesens zurück, das sich aus dem lateinischen Wort muscardu (deutsch Greifvogel) und dem aquitanischen Suffix -itz zusammensetzt. Eine andere Theorie besagt, dass der Name aus dem altfranzösischen moustier hervorging, das sich wiederum aus dem vulgärlateinischen monasterium (deutsch Kloster) entwickelte.
Die Einwohner werden Mousteyais und Mousteyaises oder Mousteyens und Mousteyennes genannt.

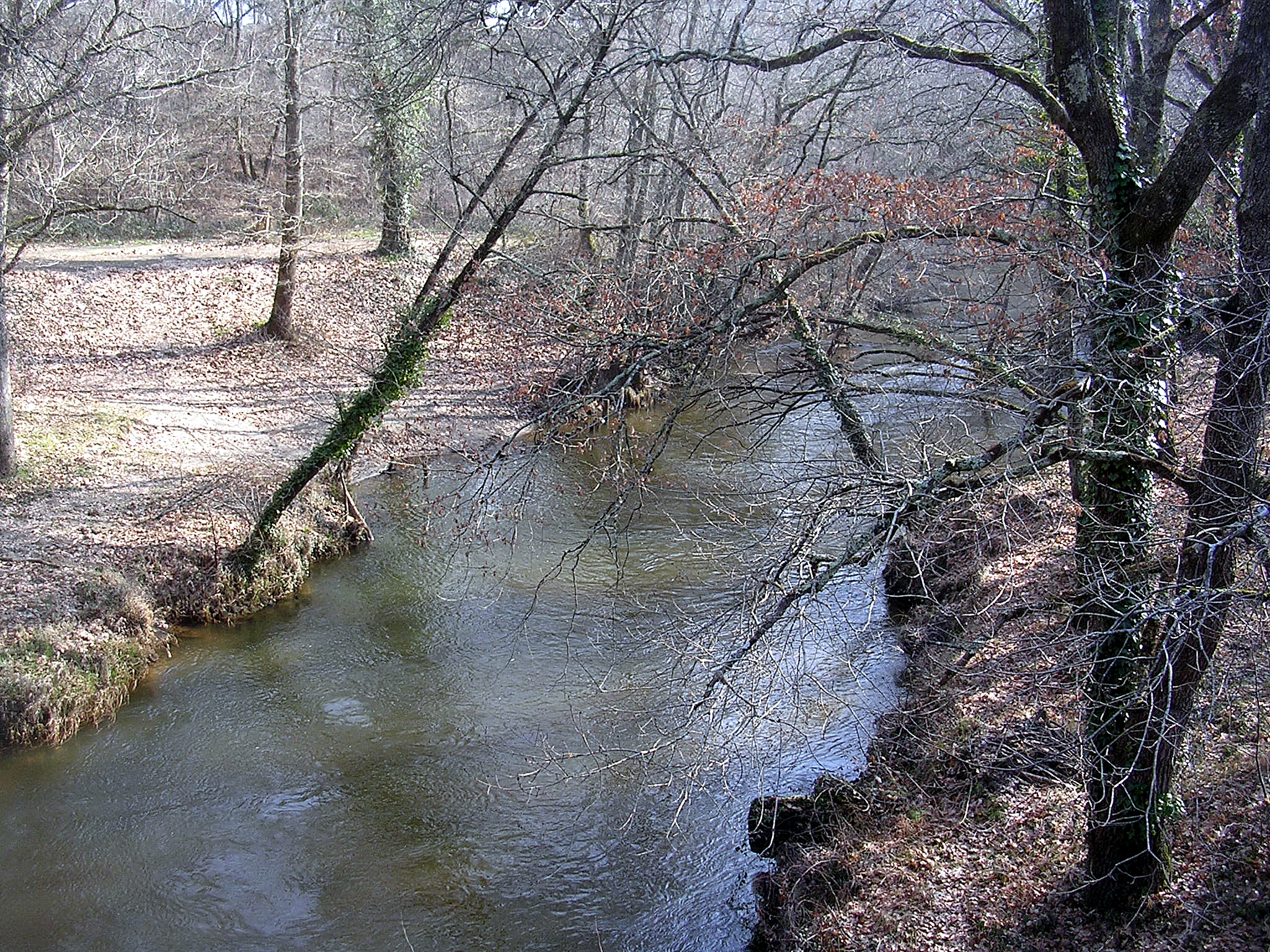
Grande Leyre in Moustey

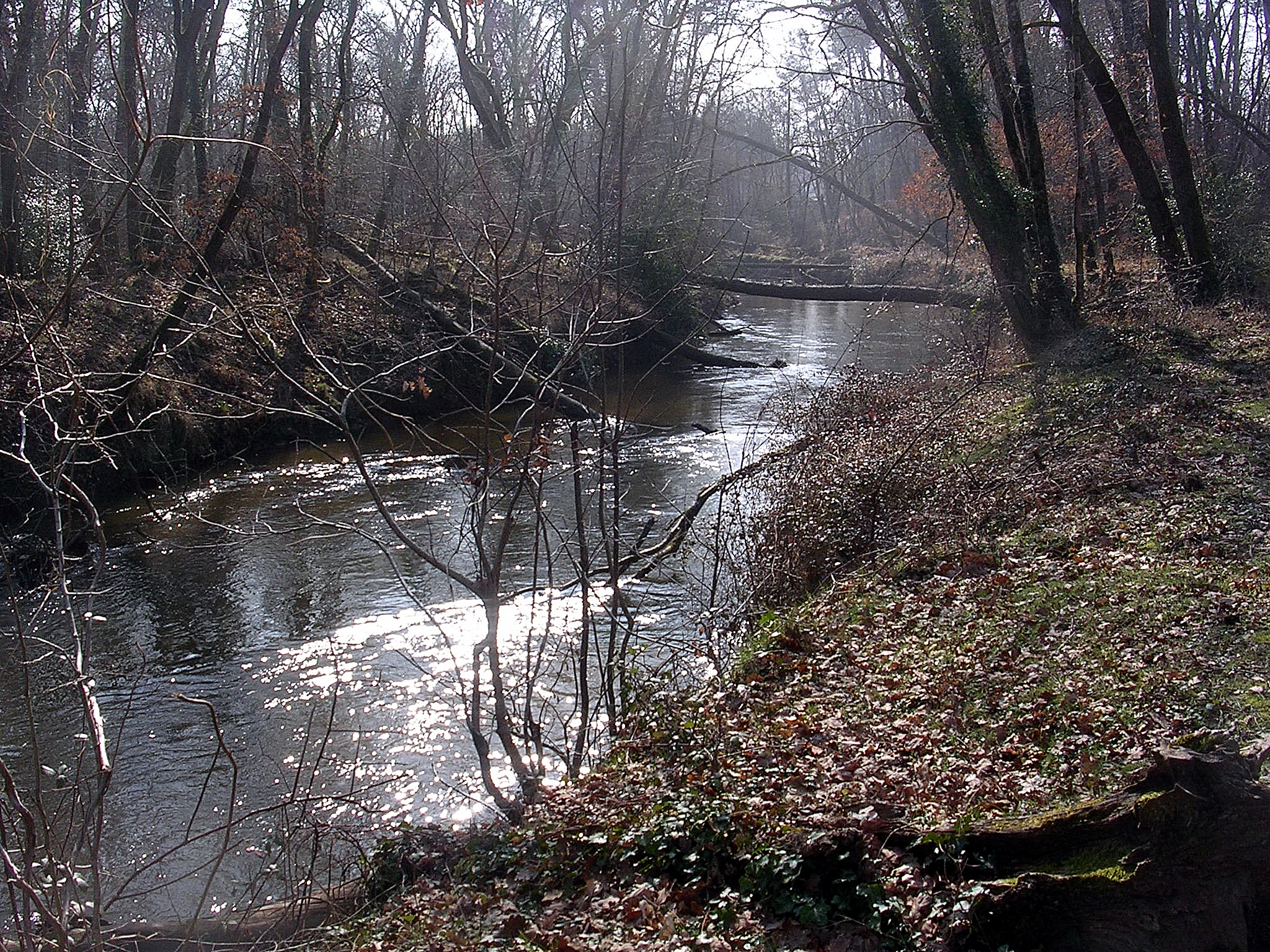
Petite Leyre in Moustey

## Geographie
Moustey liegt im liegt im Regionalen Naturpark Landes de Gascogne, ca. 55 Kilometer nordwestlich von Mont-de-Marsan und ca. 55 Kilometer südlich von Bordeaux in der historischen Provinz Gascogne an der Grenze zum Département Gironde.
Umgeben wird Moustey von den Nachbargemeinden:
|                  | Belin-Béliet (Gironde)                      | Mano    |
| Saugnac-et-Muret | Kompassrose, die auf Nachbargemeinden zeigt | Belhade |
|                  | Pissos                                      |         |

Moustey liegt im Einzugsgebiet des Flusses Eyre, der das Gebiet der Gemeinde durchquert und bis zur Einmündung der Petite Leyre auch Grande Leyre genannt wird.
Nebenflüsse der Eyre durchqueren das Gemeindegebiet,
- der Ruisseau de Berdoy,
- die Petite Leyre mit ihrem Zufluss,
  - dem Ruisseau de Montorgueil mit seinen Zuflüssen,
    - der Craste du Brana und
    - dem Barat Naou,
- der Ruisseau de Gueyrin, der in Moustey entspringt,
- der Ruisseau de Dailloou, der in Moustey entspringt,
- der Ruisseau de Bertranot, der in Moustey entspringt,
- der Fluss Craste de Perric, der in Moustey entspringt, mit seinem Nebenfluss,
  - dem Barat Naou, der in Moustey entspringt,
- der Ruisseau de Castera, auch Ruisseau du Grand Arriou genannt, mit seinen Nebenflüssen,
  - dem Ruisseau de Lugadets, auch Grave de Peydouat genannt,
  - dem Ruisseau de Douat, der in Moustey entspringt,
  - der Craste de Mingue, die in Moustey entspringt, und
  - dem Ruisseau de Lombard, auch Ruisseau de Peyrin oder Ruisseau du Kycs genannt, mit seinem Nebenfluss,
    - dem Ruisseau du Garriots, der in Moustey entspringt,
- der Ruisseau de Labinaoue, auch Ruisseau de la Craste genannt, und
- der Fossé de la Limite.

Ebenso bewässern der Ruisseau de Mange-Profit, der in Moustey entspringt, die Barade Neuve de Labaste mit ihren Zuflüssen Barade de Moustey und Barat Naou, sowie die Barade de Larquier, die in Moustey entspringt, das Gebiet der Gemeinde.

## Geschichte
Die Geschichte nahm ihren Verlauf in der Gemeinde, ohne dass diese durch ein großes Ereignis von sich hören ließ, bis zum Jahre 1857, an dem das Gesetz vom 19. Juni die Aufforstung des Landes vorschrieb und die traditionelle Land- und Weidewirtschaft beendete. Es war der Beginn der Entwicklung der Forstwirtschaft im ganzen Département und der Rückgang der Viehwirtschaft. Am Ende des 19. Jahrhunderts gab es in Moustey sechs Sägewerke, Fabriken zur Verarbeitung von Baumharz und zwei bedeutende Glashütten. 1965 wurde die ehemalige Gemeinde Biganon eingemeindet.
Moustey war der Endpunkt an der Eisenbahnlinie der Compagnie des voies ferrées des Landes, die Moustey mit Ychoux und damit an die 1854 eröffnete Hauptstrecke von Bordeaux nach Dax verband. Das Teilstück zwischen Ychoux und Pissos wurde am 27. Oktober 1890 eröffnet, das weitere Teilstück nach Moustey am 13. August 1905. Aufgrund fehlender Wirtschaftlichkeit wurde am 15. September 1939 der Personenverkehr auf der nicht elektrifizierten, einspurigen Strecke kurzzeitig eingestellt, von 1940 bis 1950 aber weiter betrieben, um die kriegsbedingten Lücken im Eisenbahnnetz auszugleichen. Der Güterverkehr wurde schließlich am 1. September 1979 eingestellt.
Am 25. Februar 1965 wurde die Gemeinde Biganon eingegliedert.

### Einwohnerentwicklung

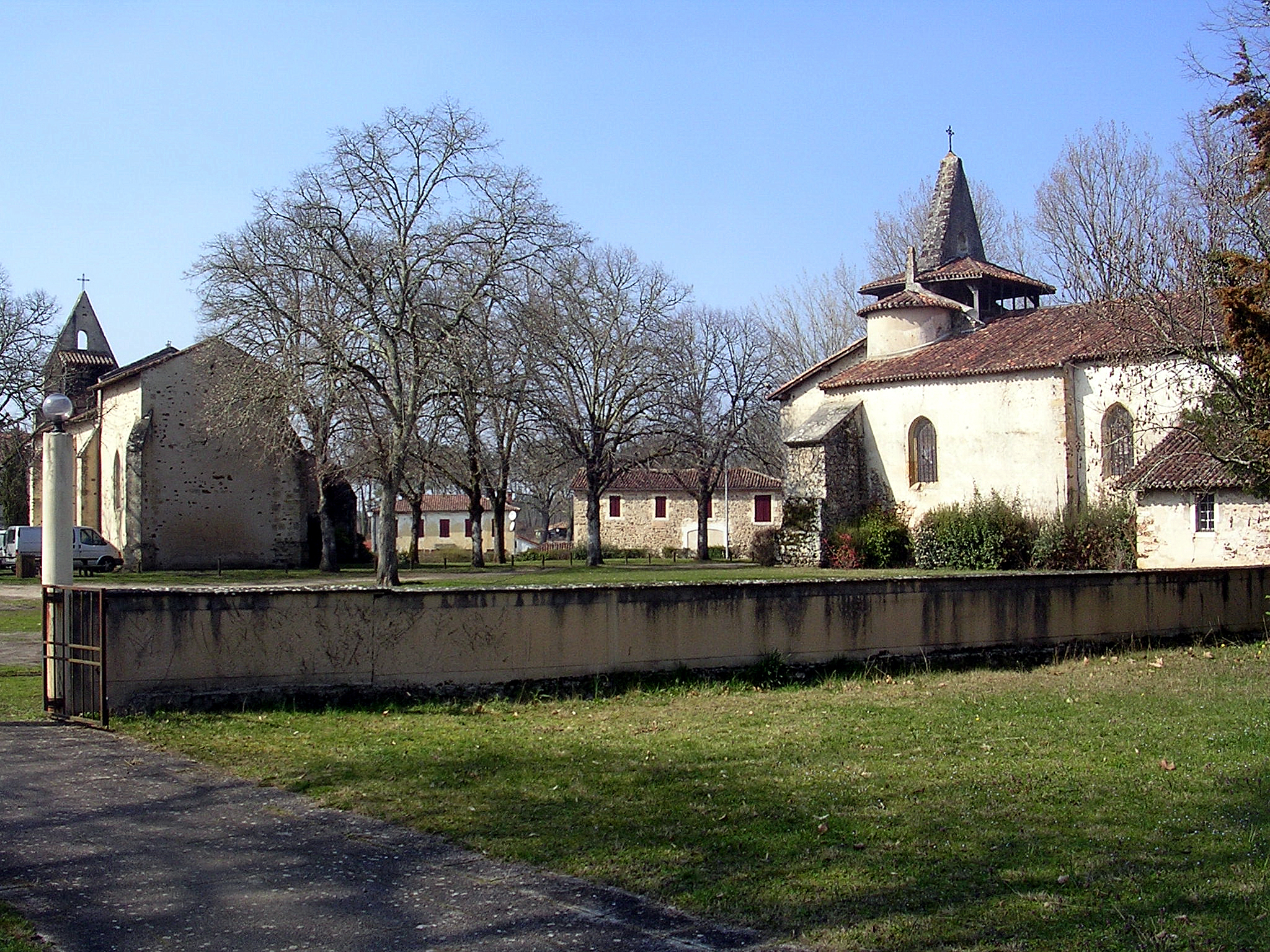
Die beiden Kirchen in Moustey

Nach Beginn der Aufzeichnungen stieg die Einwohnerzahl bis zur Mitte des 19. Jahrhunderts auf einen ersten Höchststand von rund 1010. Nach einem kurzen Bevölkerungsrückgang stieg die Größe der Gemeinde am Ende des 19. Jahrhunderts auf einen Höchststand von rund 1070 Einwohnern. In der Folgezeit sank die Einwohnerzahl aufgrund des Verfalls der Harzindustrie bei kurzen Erholungsphasen bis zu den 1970er Jahren auf rund 520 Einwohner, bevor eine moderate Wachstumsphase aufgrund der relativen Nähe zu den Ballungsgebieten einsetzte, die heute noch anhält.
| Jahr      | 1962 | 1968 | 1975 | 1982 | 1990 | 1999 | 2006 | 2010 | 2022 |
| --------- | ---- | ---- | ---- | ---- | ---- | ---- | ---- | ---- | ---- |
| Einwohner | 524  | 545  | 519  | 540  | 574  | 607  | 649  | 668  | 755  |

## Sehenswürdigkeiten
Moustey hat als Besonderheit, im Zentrum der Gemeinde gleich zwei Kirchen zu besitzen, die hintereinander, nur wenige Meter voneinander entfernt, liegen. Diskussionen und mehrere Hypothesen befassen sich mit einer Begründung. Die lokale Überlieferung besagt, dass sie das Resultat der Rivalität zweier Seigneurs sind, da Moustey an der Grenze zweier Baronate lag. Eine andere, weit zuverlässige Annahme geht davon aus, dass es sich bei der Kirche Saint-Martin um eine Pfarrkirche und bei der Kirche Notre-Dame um eine Kapelle eines ehemaligen Klosters handelt. Dies erscheint plausibel angesichts der Tatsache, dass Moustey an einem der Pilgerwege nach Santiago de Compostela liegt und die Kapelle einst zu einem Hospital zur Versorgung der Pilger gehören könnte. 1844 wurde die Kirche Notre-Dame immerhin noch chapelle des pèlerins (deutsch Kapelle der Pilger) genannt.

### PfarrkircheSaint-Martin

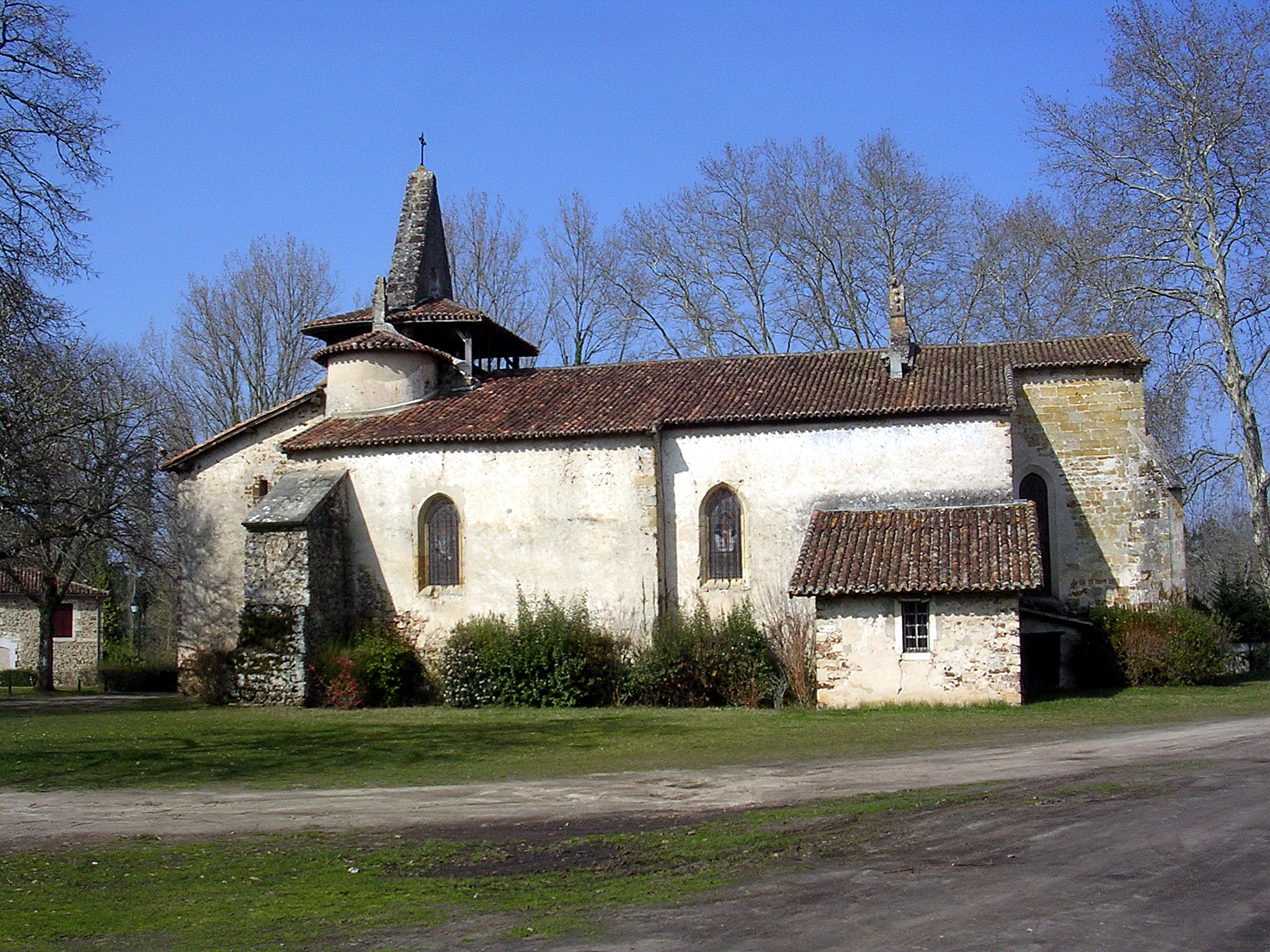
Pfarrkirche Saint-Martin

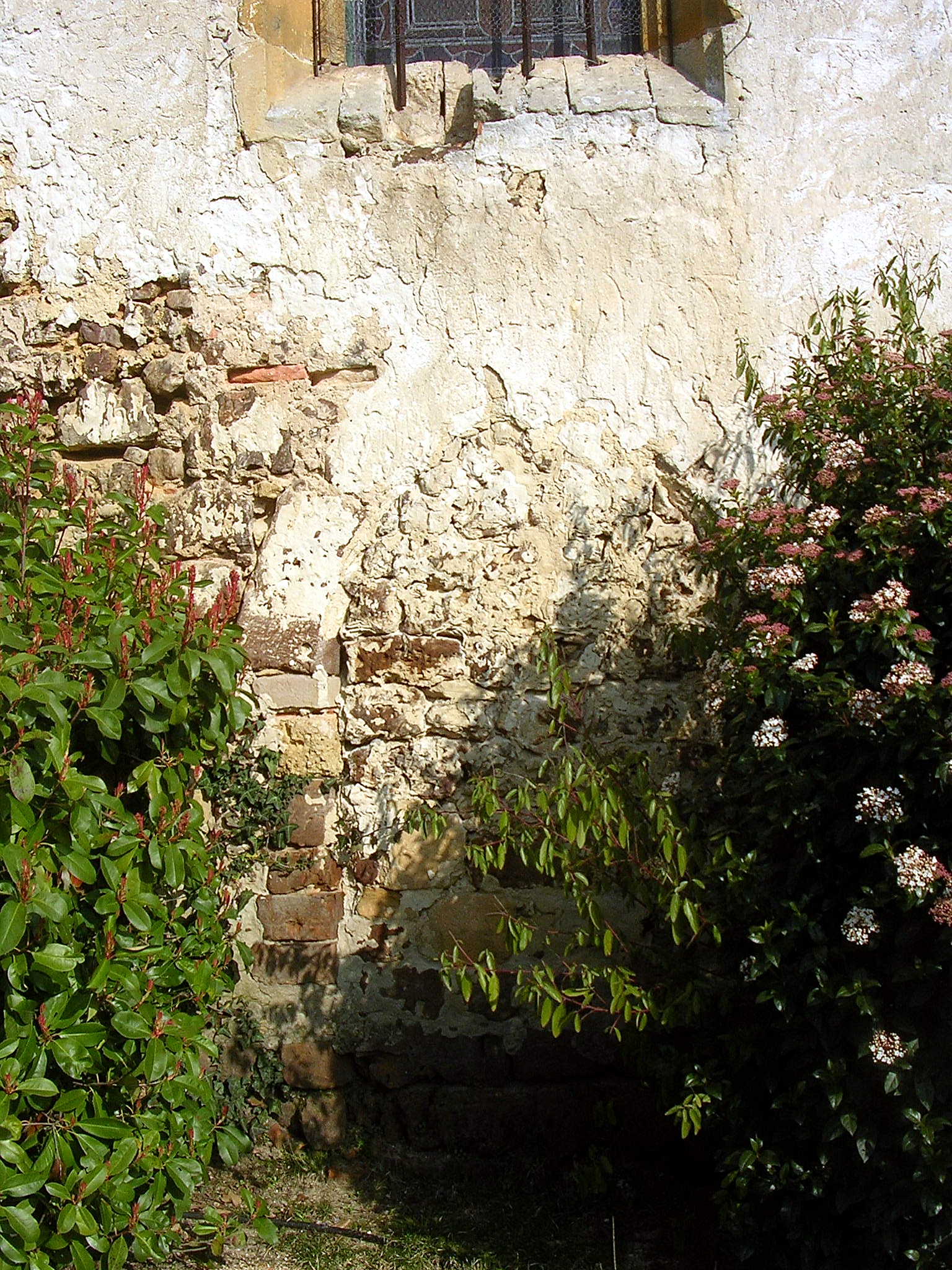
Heute zugemauerter Eingang für Cagots

Die Martin von Tours geweihte Kirche wurde im 13. Jahrhundert errichtet. Das südliche Seitenschiff wurde im 15. Jahrhundert, das nördliche im 19. Jahrhundert hinzugefügt. Das Mittelschiff wird durch einen Chor mit flach abgeschlossener Apsis verlängert, die mit zwei Strebepfeilern an den Mauerecken abgestützt wird. An der westlichen Fassade erhebt sich ein Glockengiebel, der einen ersten viereckigen Glockenturm ersetzt. Ein schmaler Treppenturm mit Fensteröffnungen mit abgeschrägten Laibungen befindet sich südwestlich im Winkel zwischen Haupt- und Seitenschiff. Vor dem Glockengiebel ist eine Vorhalle aus gleichförmigem Bruchstein aus eisenhaltigem Sandstein angebaut. In den Chor fällt das Licht durch ein großes Fenster mit drei spitzbogenförmigen Lanzetten in der östlichen Wand und zwei spitzbogenförmige Fenster in der Nord- und in der Südwand. An der Stelle zum Eingang des Chors ragt ein kleiner Dachreiter aus dem mit Hohlziegeln gedeckten Dach. Die Kirche ist seit dem 18. Juni 1973 als Monument historique eingeschrieben.
Ältere Elemente des Mobiliars sind die bildhauerisch ausgestalteten Flügel der Eingangstür im Westen aus dem Ende des 17. oder dem Beginn des 18. Jahrhunderts, ein Kerzenhalter für die Osterkerze, und ein Paar von Altarkerzenständern aus Bronze aus dem 18. Jahrhundert sowie zwei Zelebrantensitze und ein Kronleuchter in Ballonform im klassizistischen Stil. Der Hauptteil der Kirchenausstattung stammt aus der zweiten Hälfte des 19. Jahrhunderts. Auf dem oberen Teil der Türflügel sind der heilige Martin als Bischof dargestellt sowie der Erzengel Michael in der Szene, in der er den biblischen Dämon mit seinen Füßen tritt. Acht Glasfenster aus den Jahren 1874 bis 1923 sind Werke des Glasmalers Gustave Pierre Dagrant (1839–1915) aus Bayonne, später Bordeaux, die in mehreren Aktionen installiert wurden.
Sie zeigen:
- den heiligen Martin als Bischof, umgeben von Darstellungen der Verkündigung des Herrn und der Geburt Christi,
- den Erzengel Michael, wie er den biblischen Dämon mit seinen Füßen tritt,
- erneut den heiligen Martin, diesmal als Soldat, der dem Armen seinen Mantel spendet,
- den Apostel Jakobus den Älteren und den heiligen Clarus als Bischof,
- den heiligen Georg, der den Drachen besiegt,
- den heiligen Franz von Assisi in seiner Vision, in dem er den leblosen Körper Christi von Kreuz empfängt,

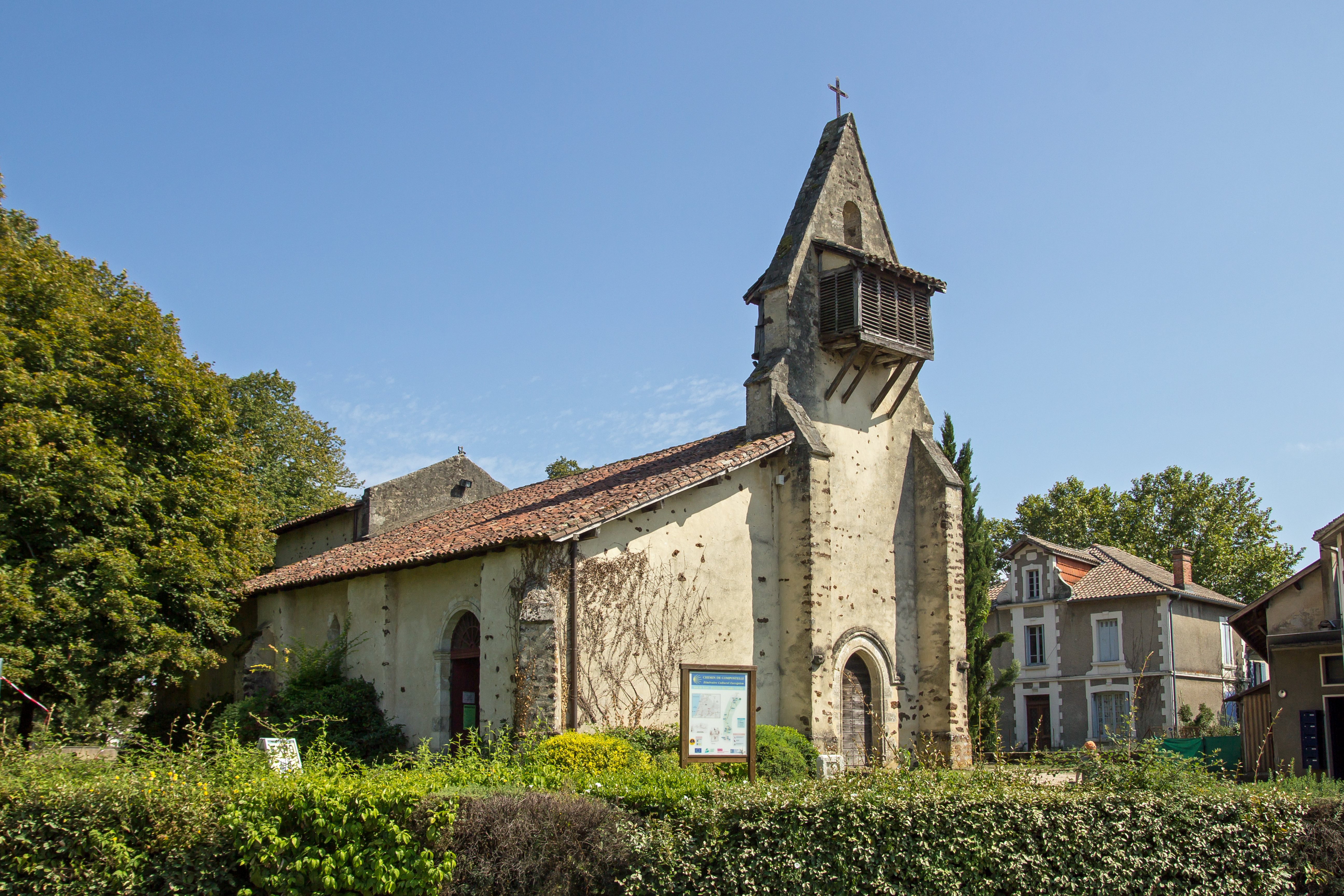
Ehemalige Kirche Notre-Dame

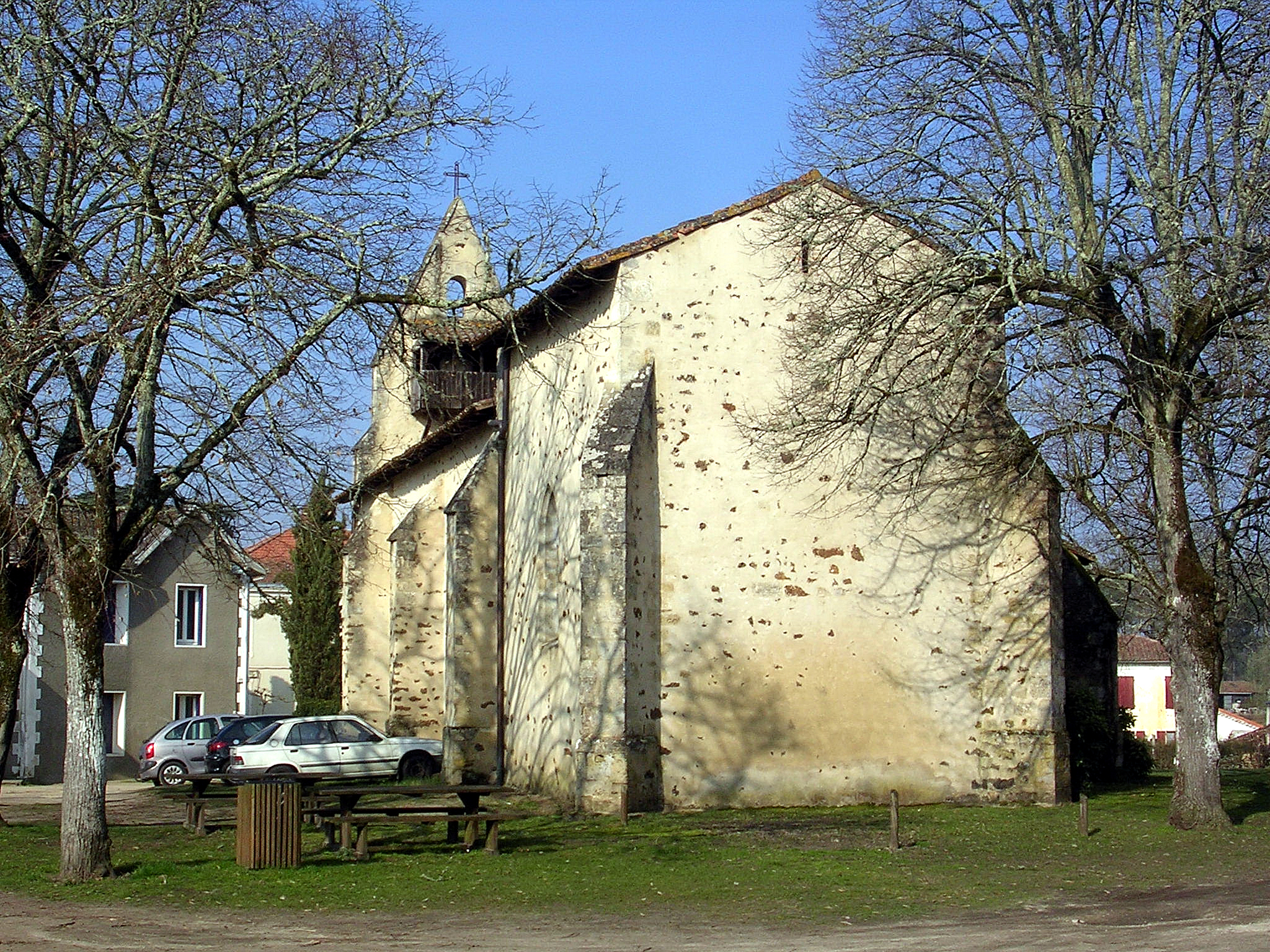
Ansicht von der Apsis

- den heiligen Vinzenz von Paul und
- die Darstellung der Auferstehung.[15][16][17]

### Ehemalige KircheNotre-Dame
Die ehemalige Kirche wurde im 15. Jahrhundert vermutlich als Kapelle eines Hospitals auf einem der Jakobswege errichtet. Ihr Langhaus besitzt zwei Kirchenschiffe. Das Mittelschiff verlängert sich in einen höher gebauten und flach abschließenden Chor, dessen Apsis durch zwei abgeschrägte Strebepfeiler an den Mauerecken verstärkt wird. Die Wand des nördlichen Seitenschiffs wird durch vier Strebepfeiler verstärkt. Im Westen ragt ein Glockengiebel empor. Zwei schmale Rundbogenfenster befinden sich an der Südseite des Langhauses sowie im Chor. Der rundbogenförmige Eingang befindet sich ebenfalls an der Südseite. Die Kirche ist seit dem 4. Juli 1973 als Monument historique eingeschrieben. Sie wurde vom Regionalen Naturpark Landes de Gascogne restauriert und dient heute lokalen Künstlern und Handwerkern im Sommer als Ausstellungsraum.
Die Kirchenausstattung wurde bis auf einen Nebenaltar aus der zweiten Hälfte des 19. Jahrhunderts entfernt. Fragmente von Wandmalereien, die auf das Ende des 15. oder dem Beginn des 16. Jahrhunderts datiert werden, sind die einzigen Zeugen des ehemaligen Dekors. Sie bedeckten ursprünglich die gesamten Wände des flachen Chors. Ein Scheinmauerwerk bildet hierbei den Hintergrund auf der bemalten Fläche. Die Reliefwirkung wird durch weiße Striche auf rotem oder schwarzen Flächen erzielt. Auf den Wänden werden Szenen aus dem 1. Buch Mose erzählt. Auf der südlichen Wand werden der Moment der Erbsünde mit der in Versuchung kommenden Adam und Eva und deren Vertreibung aus dem Paradies dargestellt. Auf der nördlichen Wand ist ein Zug von Betenden mit Männern und Frauen, Mönchen und einem Bischof erkennbar. Die Malereien wurden 1987 entdeckt und 1989 vom Maler Jean Poydenot aus Mont-de-Marsan restauriert.

### Gemeindefoyer

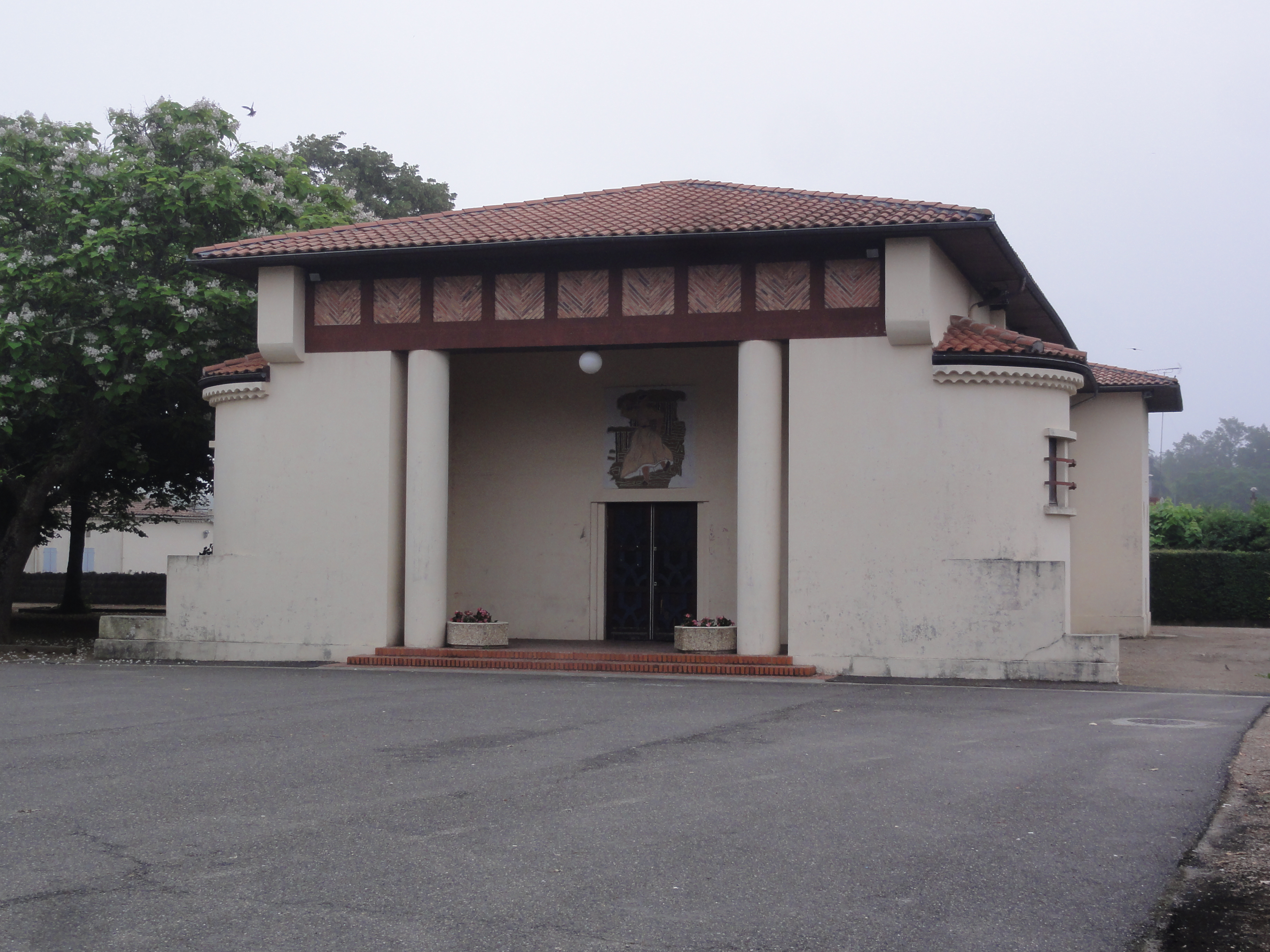
Gemeindefoyer

Das Foyer ist als Ort der kommunalen Bildung und als Freizeitstätte für die Jugendlichen der Gemeinde bestimmt. Es wurde in den Jahren 1937 bis 1939 nach Plänen des Architekten Franck Bonnefous im Stil eines „lokalen Modernismus“ errichtet, inspiriert von einer lokalen baskisch-landaisen Architektur. Das Gebäude ist aus Beton mit einem Dach, das mit Ziegeln der Form Mönch und Nonne gedeckt ist. Ein monumentaler Vorraum, der von glatten Säulen eingerahmt wird, führt zum Eingang und erinnert an das Vordach eines traditionellen baskischen Hauses. Oberhalb des Eingangs hat der Künstler Lucien Danglade ein Flachrelief realisiert ebenso wie das Gesims der Vorhalle.

## Wirtschaft und Infrastruktur
Handel und Dienstleistungen sind die wichtigsten Wirtschaftsfaktoren der Gemeinde.

### Bildung
Die Gemeinde verfügt über eine öffentliche Vor- und Grundschule mit 71 Schülerinnen und Schülern im Schuljahr 2018/2019.

### Sport und Freizeit

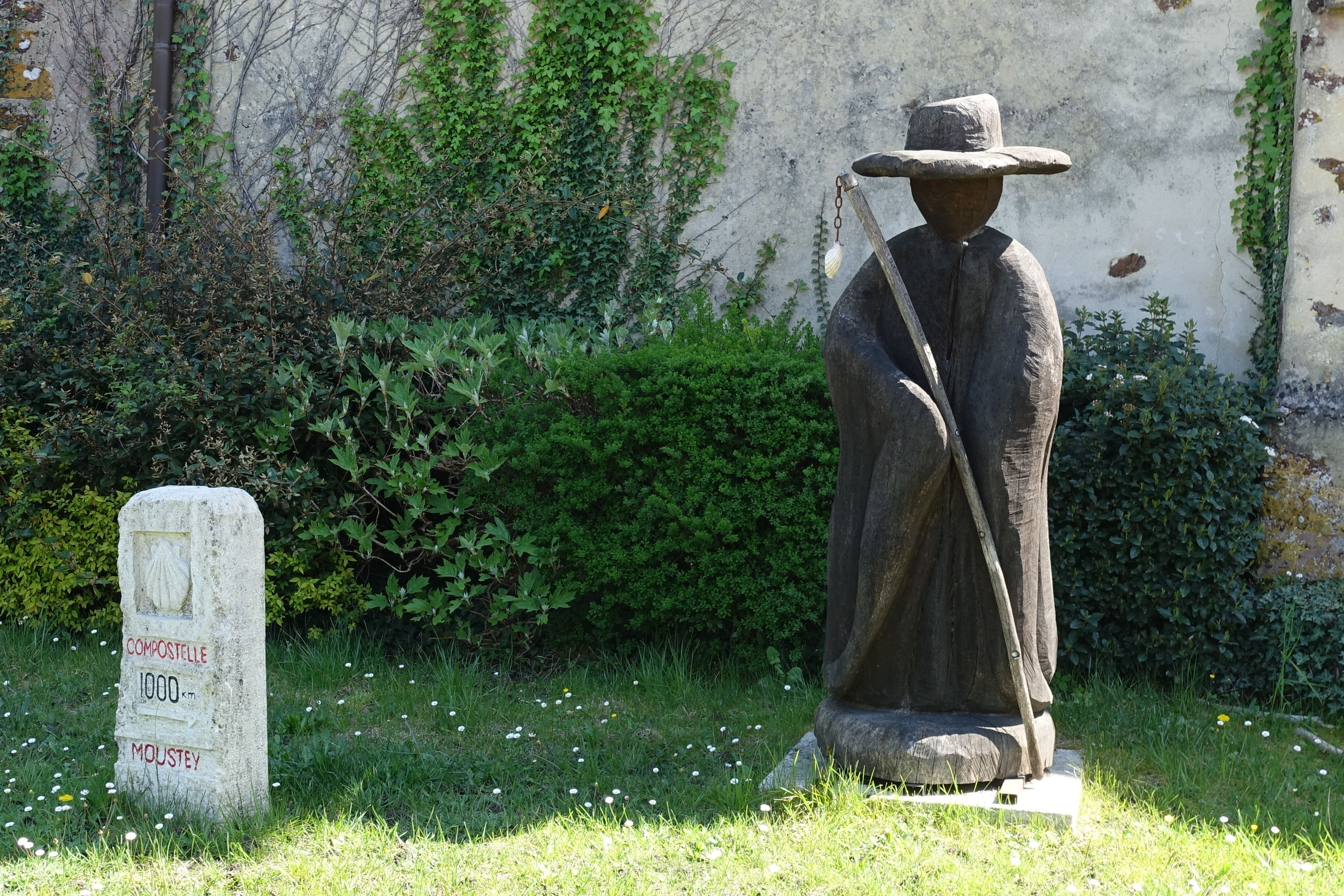
1000 Kilometer-Meilenstein des Jakobswegs und Pilgerstatue

- Der Fernwanderweg GR 655 führt durch das Zentrum von Moustey. Er folgt der Via Turonensis, einem der vier Jakobswege in Frankreich. Ein Meilenstein wurde 2001 vor der ehemaligen Kirche Notre-Dame auf Initiative von Jean-Pierre Dennery aufgestellt, der mehrere Male den Weg absolviert hat. Der Bildhauer Vladimir Nikolski hat bei seiner Realisierung einen Werkstein aus einem Taufbecken der Nachbargemeinde Belhade verarbeitet. Die Zahl „1000“ symbolisiert die Entfernung, die ein Pilger oder Pilgerin bis Santiago de Compostela noch zurückzulegen hat. Auf Initiative der Gemeinde und der Societé Landaise des Amis de St Jacques wurde ein lokaler Künstler mit einer Skulptur der Darstellung eines Pilgers beauftragt. Seine Wahl bezüglich des Werkstoffs fiel hierbei auf den Stamm einer Kiefer, die beim Sturm im Jahre 2009 umgestürzt war. Seit 2010 befindet sich die Statue unweit des Meilensteins.[26][27][28]

- Moustey liegt im Regionalen Naturpark Landes de Gascogne.[29]

- Ein kleiner Spazierweg mit einer Länge von einem Kilometer führt durch den Kiefernwald zum Zusammenfluss der Grande Leyre und der Petite Leyre.[30]

- Ein Rundweg mit einer Länge von elf Kilometern führt vom Zentrum von Moustey zu Fuß oder mit dem Fahrrad durch das Gebiet der Gemeinde und teilweise das der Nachbargemeinde Pissos an Kirchen und Heilquellen vorbei.[31]

### Verkehr
Die Route départementale 834 ist die ehemalige Route nationale 134 und realisiert eine Anbindung der Gemeinde an die westlich verlaufende Autoroute A63 und eine Verbindung mit Mont-de-Marsan. Moustey ist ferner erreichbar über die Routes départementales 120 und 134.